# Frogger
Frogger ist ein Arcade- und Videospiel, das 1981 von Sega produziert und von Konami entwickelt wurde.

## Spielablauf
In dem Spiel geht es darum, einen Frosch sicher über eine stark befahrene Straße und anschließend über einen Fluss zu führen. Auf der fünfspurigen Straße muss der Frosch verschiedenen Kraftfahrzeugen ausweichen. Da der Frosch nicht schwimmen kann, überquert er den Fluss, indem er Schildkröten und treibende Baumstämme als Plattformen nutzt. Dabei kann er umherschwimmenden Krokodilen sowie Schlangen zum Opfer fallen. Das Ziel einer jeden Spielebene besteht darin, nacheinander die fünf Buchten am gegenüberliegenden Ufer mit Fröschen zu füllen. Wenn sich dort eine Fliege befindet, erhält man 200 Bonuspunkte. Dies gilt ebenso für die Mitnahme eines Froschweibchens oder bei der Absolvierung des Parcours in besonders kurzer Zeit.
Mit steigender Punktezahl wird das Überqueren der Straße aufgrund zunehmenden Verkehrs gefährlicher. Ebenso nimmt die Anzahl von Feinden im Fluss zu, während gleichzeitig die Lücken zwischen den Plattformen größer werden.

## Implementierungen
Frogger gewann zunächst in Spielhallen und auf dem Atari 2600 an Beliebtheit und wurde später für den Commodore VC 20/C64, den Sinclair ZX Spectrum, den IBM-PC sowie für den Apple II und diverse Spielkonsolen umgesetzt. Im Juli 2006 erschien eine Version über Xbox-Live-Arcade für die Xbox 360, in der neben verbesserter Grafik auch ein Online-Multiplayer-Modus enthalten ist.
Die Philips-G7000- und die TRS-80-Version des Spiels Frogger war auf zwei Bildschirme (Screens) verteilt: Ein Screen war die zu überquerende Straße, der andere der zu überquerende Fluss. So konnten alle Inhalte des Spiels auch auf der grafisch schwachen Hardware wiedergegeben werden.
Eine Version des Spiels ist als Easter Egg in die Lichtsteuerkonsolen der Frog-Reihe von Zero 88 integriert.
Heute kann der originale Programmcode auch unabhängig vor der ursprünglichen Hardware mit dem Emulator M.A.M.E. ausgeführt werden.

Logo von Frogger (1997er-Veröffentlichung)

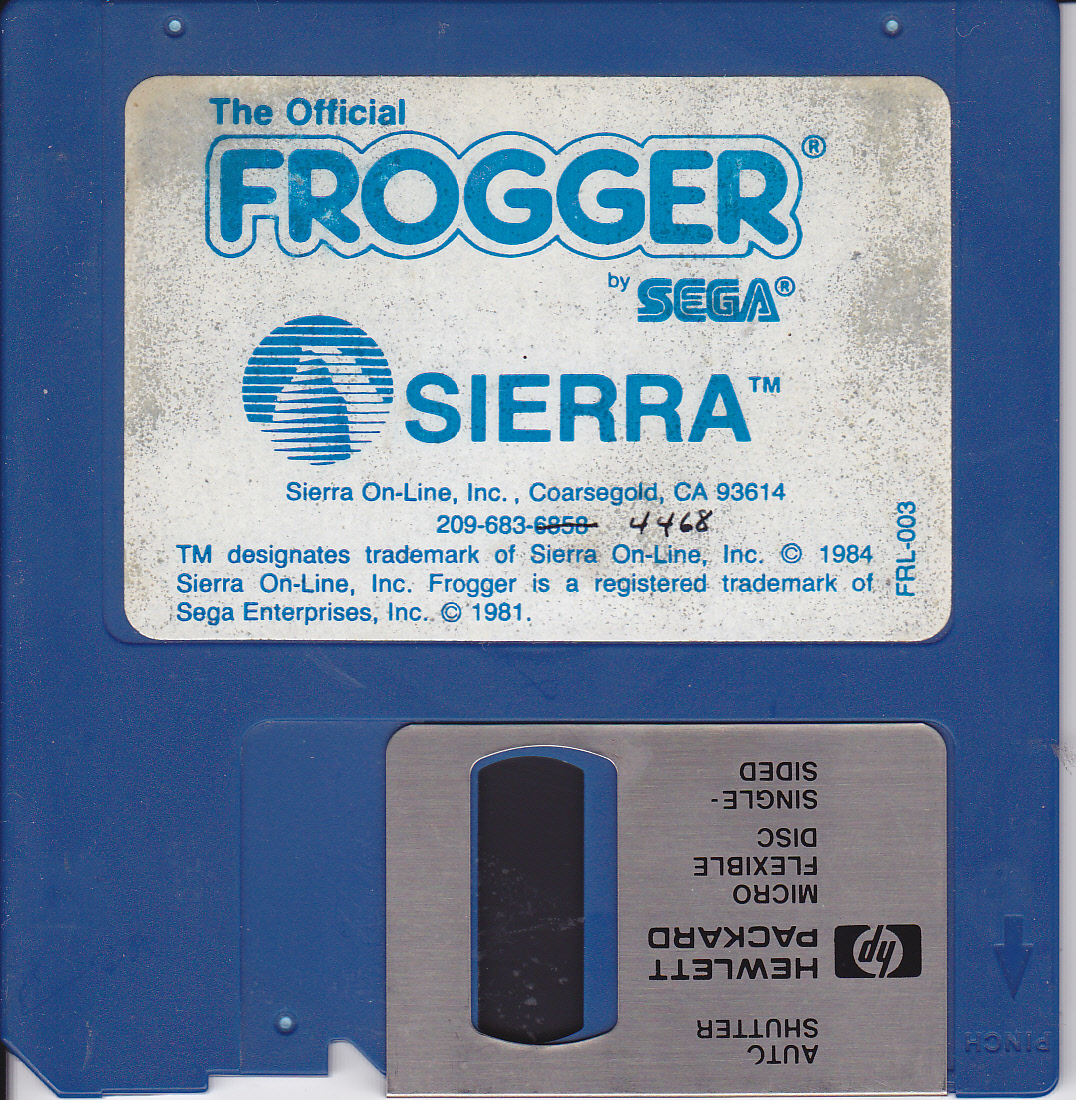
DOS-Diskette mit Originallogo

1997 wurde ein Remake für die PlayStation und den PC unter gleichem Namen veröffentlicht.
1998 wurde ein Remake für das Super Nintendo veröffentlicht, welches zudem das letzte auf dem SNES veröffentlichte Spiel in Nordamerika und Europa war.

## Trivia
Die ersten 16 Sekunden einer Fassung für Datasette wurden in dem Stück Atari der Hamburger Gruppe Fischmob einem weiten Publikum bekannt und dadurch auch im Rundfunk gespielt (so z. B. im Chaosradio des ORB).
Das Spiel wurde in den 1990er Jahren in einer Folge der Fernsehserie Seinfeld thematisiert (Staffel 9, Episode 18). George Costanza entdeckt dabei den alten Arcade-Automaten mit seinem Highscore als das größte, was er in seinem Leben erreicht hat, jedoch soll der veraltete Automat ausgemustert werden. Bei der "Rettung" seines Highscores des Automaten wird der Transport des Automaten über eine mehrspurige, verkehrsreiche Straße in New York aus der Frogger-typischen Vogelperspektive gezeigt und George muss wie im Spiel in mehreren Anläufen vor- und zurückweichend den Automaten sicher über die Straße bringen, womit auf diese Weise das Spielprinzip in der Handlung und visuellen Gestaltung aufgeht.

## Neuauflage
Im April 2012 wurde bekannt, dass Frogger in einer neuen Version erscheint. Das Setting wird dabei auf die New Yorker 5th Avenue verlegt. Entwickelt wurde das Remake von dem amerikanischen Künstler Tyler DeAngelo, der den New Yorker Straßenverkehr in einem Echtzeitsystem verarbeitete.
Ein sehr ähnliches Szenario weist das Spiel Crossy Road auf.